# スターリング賞

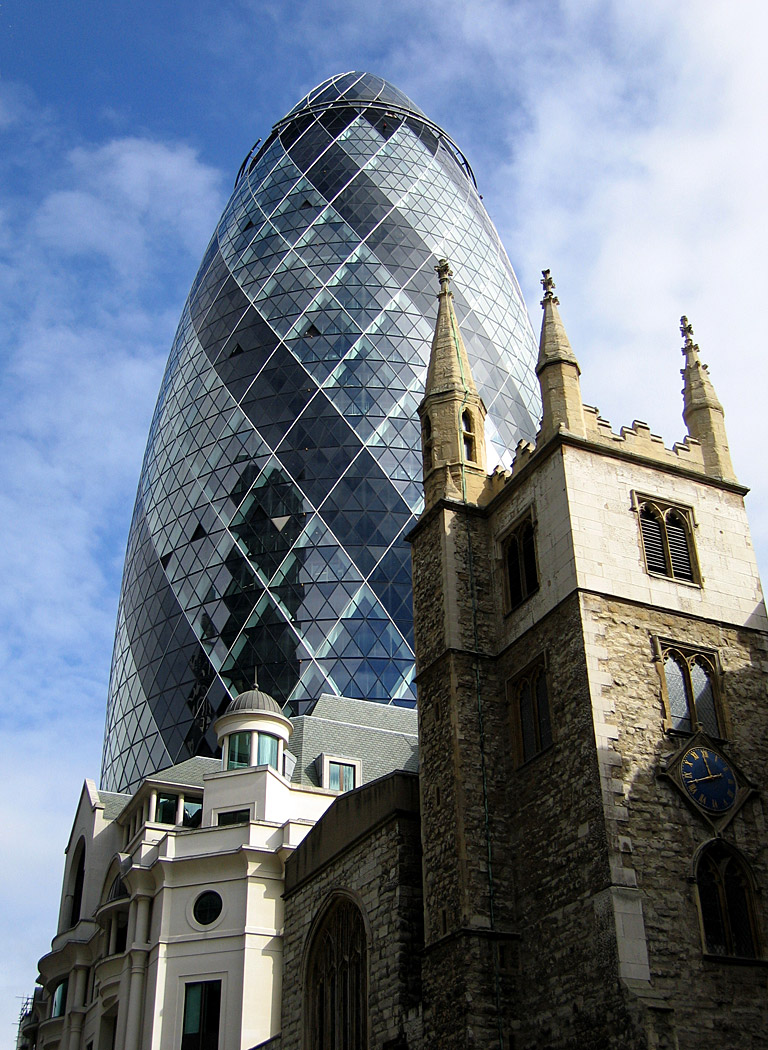
2004年の受賞者、ノーマン・フォスターのロンドン、スイス・リ再保険会社ビル（セント・メアリー・アックス30番地ビル）

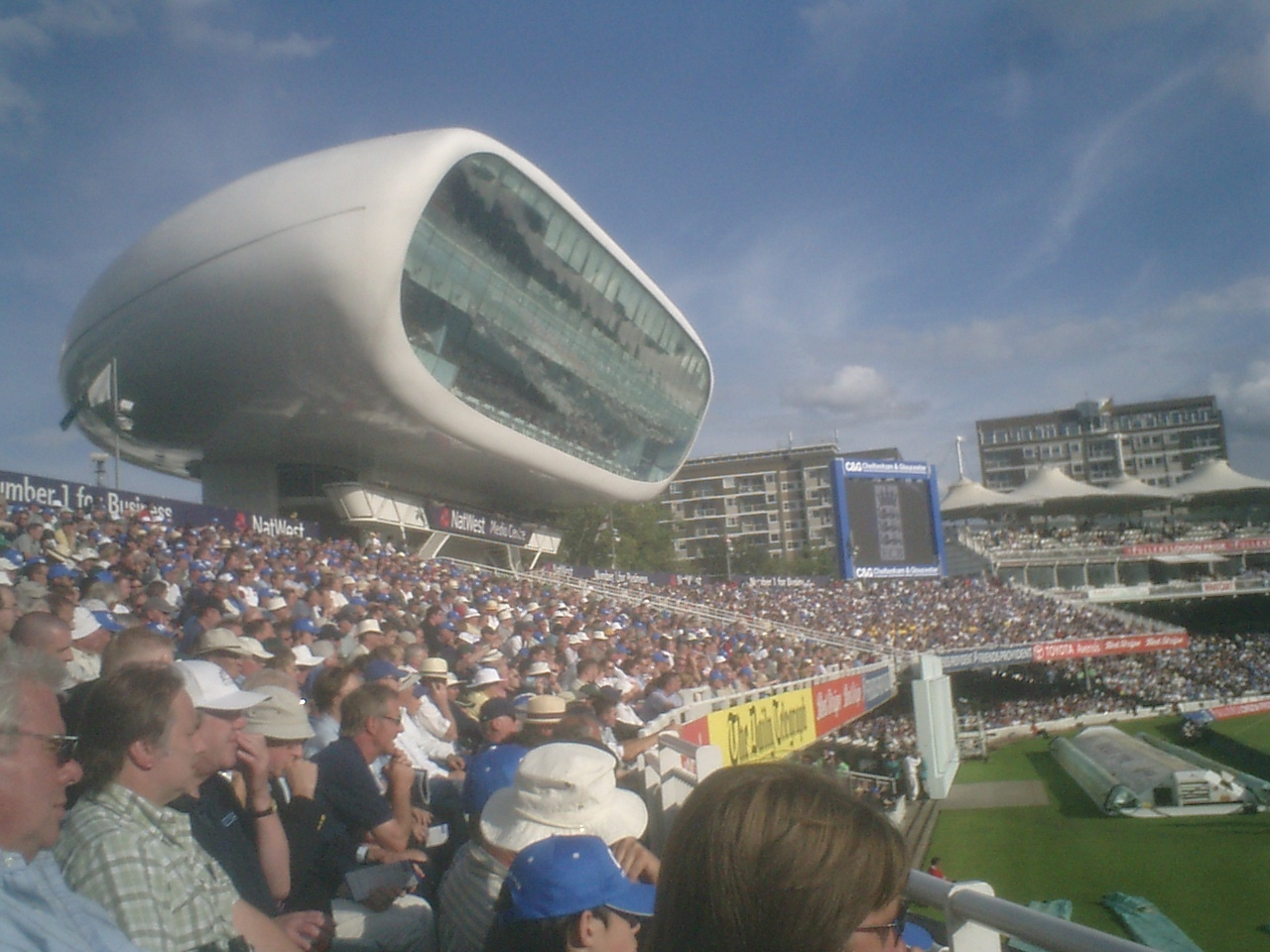
1999年の受賞者、フューチャー・システムズ、ローズ・クリケット・グラウンドのメディアセンター

スターリング賞（RIBA Stirling Prize）は、王立英国建築家協会（RIBA）による建築の賞。賞の名前はジェームズ・スターリングに由来する。
スターリング賞は、年に一度イギリスで最も優秀な建築に贈られる。
賞は1996年に創設されたが、イギリスで最も栄誉ある建築賞と見られ、文学におけるブッカー賞、美術におけるターナー賞など他の英国国内の賞と同様に注目されている。授与式はテレビ局・チャンネル4で放送され、賞自体は歴史ある週刊建築誌「アーキテクツ・ジャーナル（Architects' Journal）」の提供を受けている。
スターリング賞の選考過程では、RIBAから賞を受けた数多くの建築の中から6つだけ候補が選ばれ、この中から1件の受賞作が決まり、その建築家に賞が贈られる。RIBAは各年「高い建築の水準、および地域の環境に相当な貢献をした」建築に多くの賞を贈っており、2003年には70前後の建築がRIBAから賞を受け取っている。
同様に、その年にRIBAの賞を受けた建築の中から7つの賞が贈られている。2003年の例では、スティーブン・ローレンス賞（Stephen Lawrence Prize）、RIBAクライアント・オブ・ザ・イヤー（RIBA Client of the Year）、RIBAジャーナル・持続可能賞（RIBA Journal Sustainability Award）、クラウン・エステート建築保存賞（Crown Estate Conservation Award）、アーキテクツ・ジャーナル・ファースト・ビルディング賞（The Architects’ Journal First Building Award）、ADAPTトラスト・アクセス賞（ADAPT Trust Access Award）となっている。

## 主な受賞者
- フォスター・アンド・パートナーズ
- ヘルツォーク&ド・ムーロン
- ジェームズ・スターリング
- ザハ・ハディッド
- デイヴィッド・チッパーフィールド
- アリソン・ブルックス

ほか